# Juniperus frachetiana
Juniperus frachetiana là một loài thực vật hạt trần trong họ Cupressaceae. Loài này được H. Lév. mô tả khoa học đầu tiên năm 1916.